# Ludwig Persius

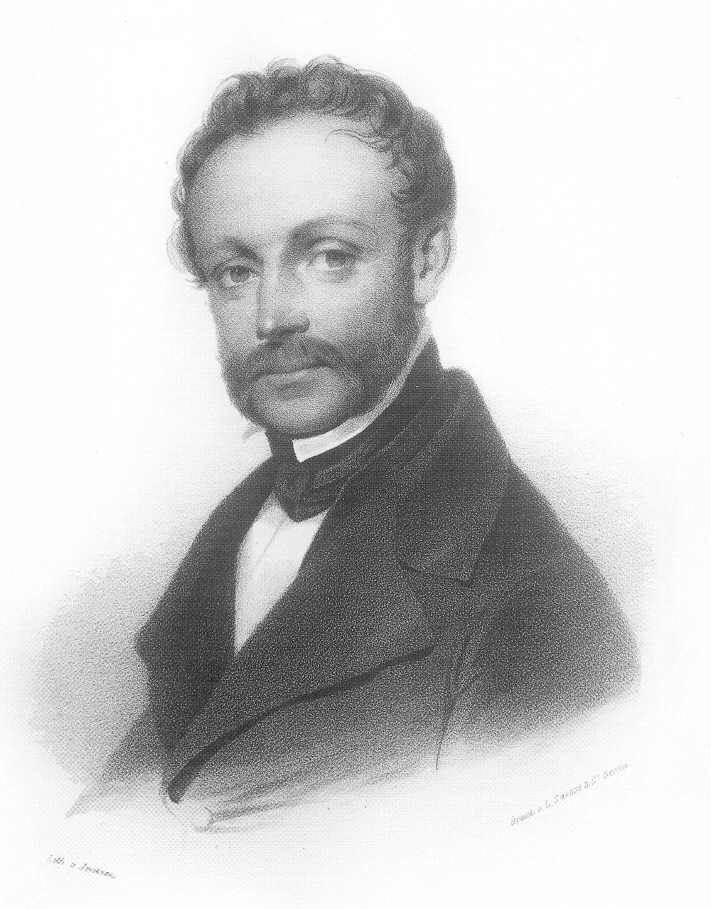
Ludwig Persius av Friedrich Jentzen

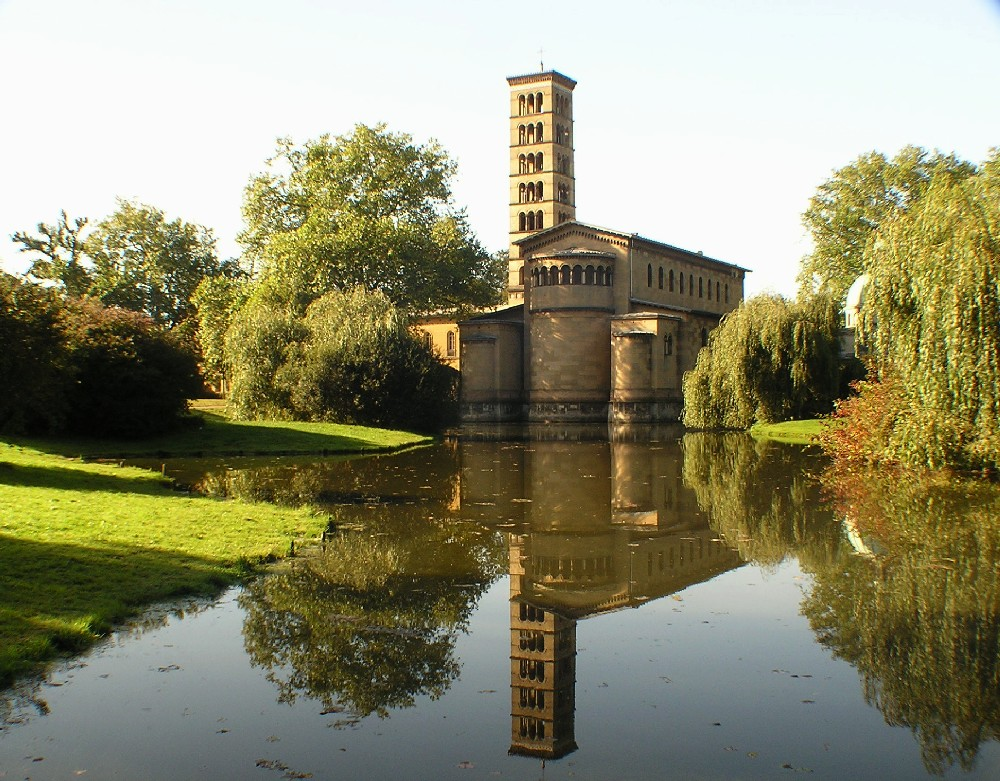
Friedenskirche

Ludwig Persius, född 15 februari 1803 i Potsdam, död 12 juli 1845 i Potsdam, var en tysk arkitekt.
Ludwig Persius assisterade Karl Friedrich Schinkel vid bygget av Charlottenhofs slott och det romerska badet vid Sanssouci i Potsdam. 
År 1841 utnämnde Fredrik Vilhelm IV honom till hovarkitekt. Han arbetade främst i nyrenässans eller rundbogen-stil.

## Verk i urval
- 1829-31 Trädgårdsmästarebostaden i Charlottenhofs park vid Sanssouci i Potsdam (med Schinkel)
- 1837 Villa Persius (riven)
- 1843-48 Friedenskirche i Potsdam
- 1842-43 Körnermagazin, Leipziger str, Potsdam
- 1841-44 Sacrower Heilandskirche i Potsdam
- 1843-45 Villa Schöningen i Potsdam, Berliner Strasse 86
- 1844 Nedlitzer Fährgutshaus i Potsdam

## Galleri

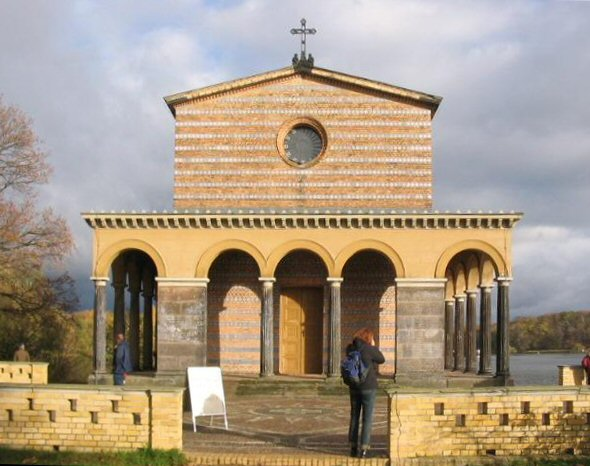
Heilandskirche
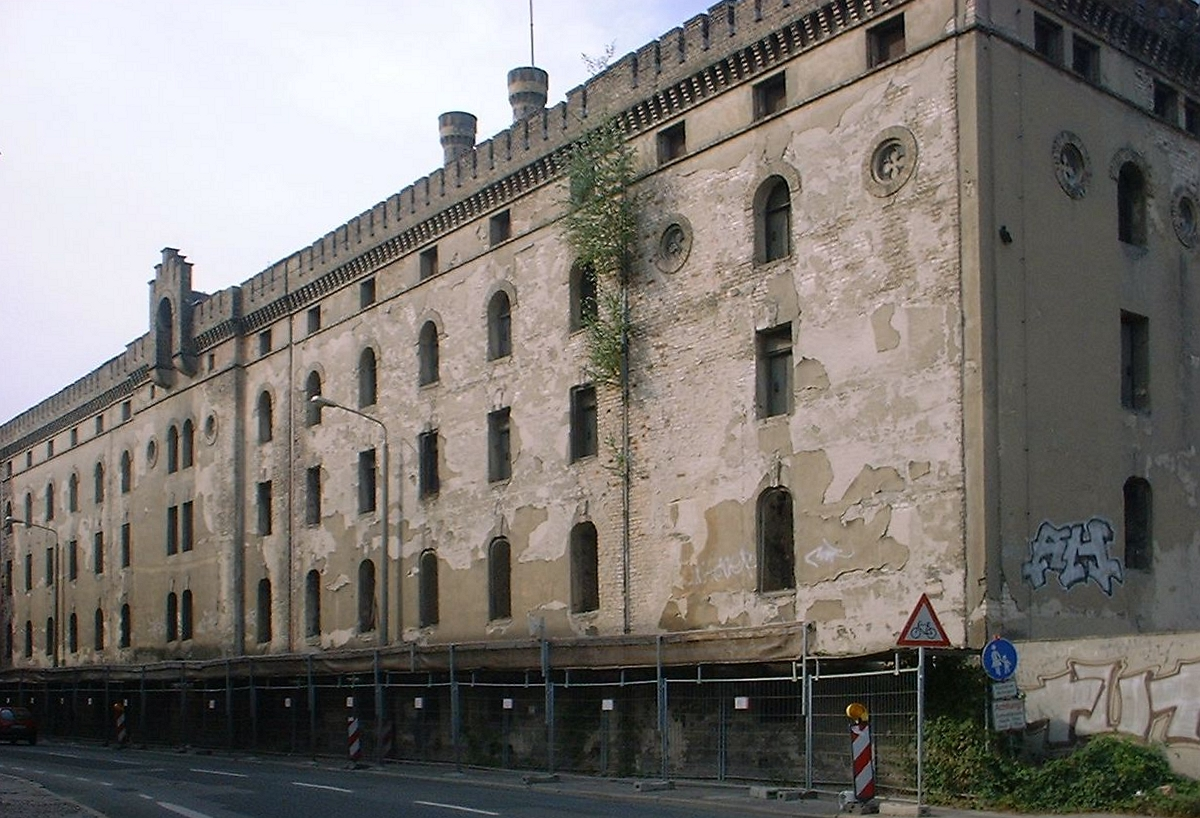
Körnermagazin i Potsdam
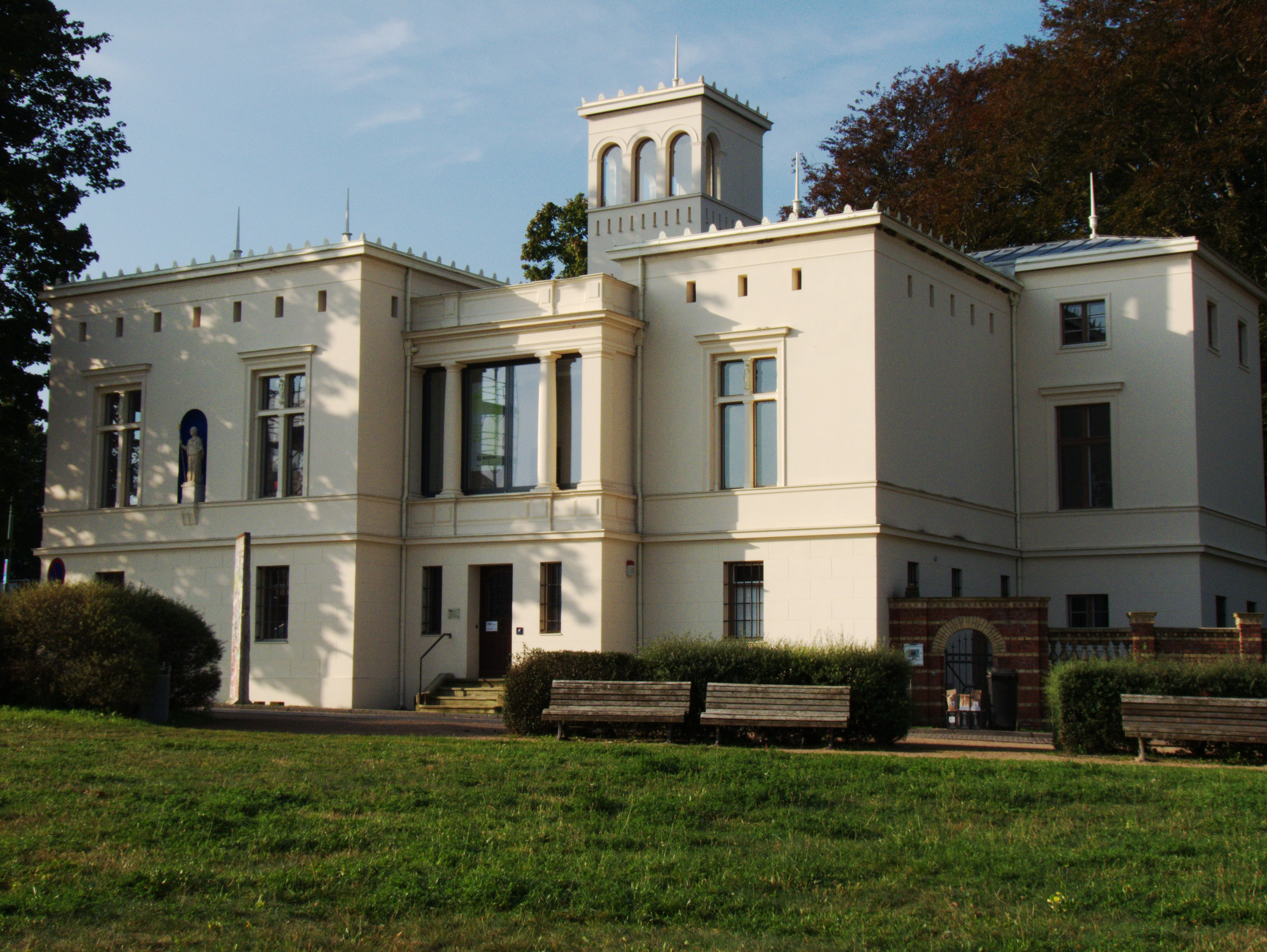
Villa Schöningen
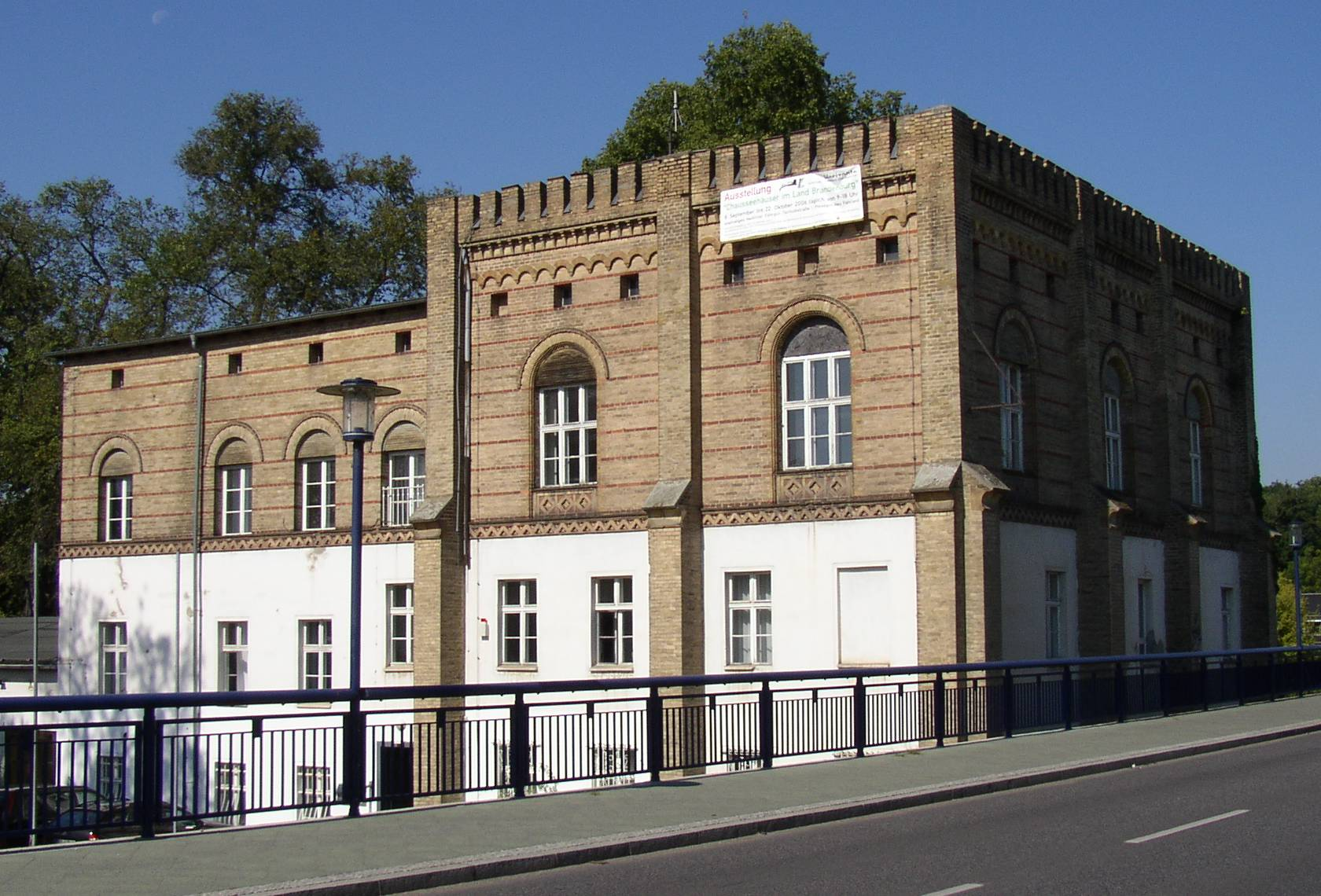
Nedlitzer Fährgut
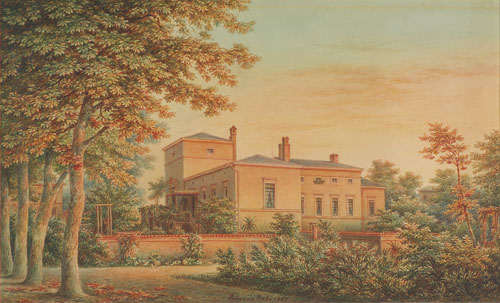
Villa Persius. Riven